# Amar Dedić
Amar Dedić (ur. 18 sierpnia 2001 w Zell am See) – bośniacki piłkarz urodzony w Austrii, występujący na pozycji prawego obrońcy, w klubie Red Bull Salzburg.

## Sukcesy

### Red Bull Salzburg
- Mistrz Austrii: (2022/2023)
- Puchar Austrii: (2020/2021)[4]